# هیتوشی ماتسوموتو
هیتوشی ماتسوموتو (انگلیسی: Hitoshi Matsumoto؛ زادهٔ ۸ سپتامبر ۱۹۶۳) یک کمدین اهل ژاپن است. 
از فیلم‌ها یا برنامه‌های تلویزیونی که وی در آن نقش داشته است می‌توان به نماد اشاره کرد.